# Ivan Jovanović (calciatore 1978)
Ivan Jovanović (in serbo Иван Јовановић?; Leskovac, 1º dicembre 1978) è un ex calciatore serbo, di ruolo centrocampista.

## Carriera

### Club
Ha giocato nella massima serie dei campionati serbo, cinese, belga, israeliano, macedone e cipriota.